# عزام العبيد
عزام عبد الله العبيد (18 نوفمبر 2002 ) لاعب كرة قدم سعودي لعب سابقاً في نادي النجمة.